# Nomada flavilabris
Nomada flavilabris ist eine Biene aus der Familie der Apidae. 

## Merkmale
Die Bienen haben eine Körperlänge von 12 bis 14 Millimetern (Weibchen) bzw. 11 bis 13 Millimetern (Männchen). Der Kopf und Thorax ist bei den Weibchen schwarz und ist gelb gezeichnet. Die Beine und Fühler sind teilweise rot. Die Tergite sind schwarz und haben gelbe Binden, das erste ist bei manchen Individuen rötlich. Sie sind wie auch ihr Hinterrand dicht punktförmig strukturiert und matt. Das Labrum hat hinter dem Vorderrand einen gezähnten Quergrat. Die Glieder der Fühler sind sehr lang. Der Scheitel ist vom Hinterkopf hinten durch einen aufstehenden Grat getrennt. Das Schildchen (Scutellum) hat Höcker, zwischen denen es glänzend ist. Die Schienen (Tibien) der Hinterbeine sind am Ende stumpf und haben blasse, kleine Dornen, die länger sind als die Spornbreite. Bei den Männchen ist der Kopf und Thorax schwarz und hat eine gelbe Zeichnung. Die Tergite sind basal schwarz, die Scheiben tragen breite gelbe Binden und haben dunkle Vorderränder und rötliche Hinterränder. Das Labrum ist gelb und hat feine Zähnchen. Das dritte Fühlerglied ist viel kürzer als das vierte. Die mittleren Glieder sind ungefähr eineinhalb Mal so lang wie breit. Das Schildchen ist mit zwei gelben Flecken versehen.

## Vorkommen und Lebensweise
Die Art ist nur lokal aus Spanien, Polen und der Türkei bis Tadschikistan nachgewiesen. Die Tiere fliegen von Mitte April bis Ende Juli. Welche Wirte parasitiert werden, ist unbekannt.

## Belege
Felix Amiet, M. Herrmann, A. Müller, R. Neumeyer: Fauna Helvetica 20: Apidae 5. Centre Suisse de Cartographie de la Faune, 2007, ISBN 978-2-88414-032-4.